# Lijst van voetbalinterlands Iran - Koeweit
Deze lijst van voetbalinterlands is een overzicht van alle officiële voetbalwedstrijden tussen de nationale teams van Iran en Koeweit. De landen speelden tot op heden 30 keer tegen elkaar. De eerste ontmoeting, een kwalificatiewedstrijd voor het Wereldkampioenschap voetbal 1974, werd gespeeld in Teheran op 6 mei 1973. Het laatste duel, een kwalificatiewedstrijd voor de Azië Cup 2015, vond plaats op 3 maart 2014 in Karaj.

## Wedstrijden
| №  | Plaats    | Datum             | Competitie                 | Wedstrijd      | Uitslag |
| -- | --------- | ----------------- | -------------------------- | -------------- | ------- |
| 1  | Teheran   | 6 mei 1973        | WK 1974 kwalificatie       | Koeweit – Iran | 1 – 2   |
| 2  | Teheran   | 13 mei 1973       | WK 1974 kwalificatie       | Iran – Koeweit | 2 – 0   |
| 3  | Teheran   | 13 juni 1976      | Azië Cup 1976              | Iran – Koeweit | 1 – 0   |
| 4  | Teheran   | 28 oktober 1977   | WK 1978 kwalificatie       | Iran – Koeweit | 1 – 0   |
| 5  | Koeweit   | 2 december 1977   | WK 1978 kwalificatie       | Koeweit – Iran | 1 – 2   |
| 6  | Koeweit   | 28 september 1980 | Azië Cup 1980              | Koeweit – Iran | 2 – 1   |
| 7  | New Delhi | 28 november 1982  | Aziatische Spelen 1982     | Koeweit – Iran | 1 – 0   |
| 8  | Singapore | 16 december 1984  | Azië Cup 1984              | Iran – Koeweit | 1 – 1   |
| 9  | Daejeon   | 26 september 1986 | Aziatische Spelen 1986     | Koeweit – Iran | 1 – 0   |
| 10 | Koeweit   | 12 november 1989  | Vriendschappelijk          | Koeweit – Iran | 1 – 0   |
| 11 | Koeweit   | 18 oktober 1992   | Vriendschappelijk          | Koeweit – Iran | 1 – 1   |
| 12 | Koeweit   | 22 mei 1996       | Vriendschappelijk          | Koeweit – Iran | 2 – 2   |
| 13 | Koeweit   | 30 mei 1996       | Vriendschappelijk          | Koeweit – Iran | 1 – 2   |
| 14 | Koeweit   | 4 oktober 1996    | Vriendschappelijk          | Koeweit − Iran | 0 − 1   |
| 15 | Abu Dhabi | 23 december 1996  | Azië Cup 1996              | Koeweit − Iran | 1 − 1   |
| 16 | Koeweit   | 11 april 1997     | Vriendschappelijk          | Koeweit − Iran | 0 − 2   |
| 17 | Koeweit   | 26 september 1997 | WK 1998 kwalificatie       | Koeweit − Iran | 1 − 1   |
| 18 | Teheran   | 31 oktober 1997   | WK 1998 kwalificatie       | Iran − Koeweit | 0 − 0   |
| 19 | Tabriz    | 14 april 1998     | Vriendschappelijk          | Iran − Koeweit | 1 − 1   |
| 20 | Koeweit   | 13 oktober 1998   | Vriendschappelijk          | Koeweit − Iran | 3 − 0   |
| 21 | Bangkok   | 19 december 1998  | Aziatische Spelen 1998     | Iran − Koeweit | 2 − 0   |
| 22 | Koeweit   | 15 februari 1999  | Vriendschappelijk          | Koeweit − Iran | 1 − 2   |
| 23 | Koeweit   | 4 februari 2000   | Vriendschappelijk          | Koeweit − Iran | 1 − 1   |
| 24 | Koeweit   | 30 mei 2002       | Vriendschappelijk          | Koeweit − Iran | 1 − 3   |
| 25 | Koeweit   | 2 december 2003   | Vriendschappelijk          | Koeweit − Iran | 3 − 1   |
| 26 | Koeweit   | 26 maart 2008     | WK 2010 kwalificatie       | Koeweit − Iran | 2 − 2   |
| 27 | Teheran   | 22 juni 2008      | WK 2010 kwalificatie       | Iran − Koeweit | 2 − 0   |
| 28 | Amman     | 3 oktober 2010    | West-Azië Cup 2010         | Iran − Koeweit | 1 − 2   |
| 29 | Koeweit   | 26 maart 2013     | Azië Cup 2015 kwalificatie | Koeweit − Iran | 1 − 1   |
| 30 | Karaj     | 3 maart 2014      | Azië Cup 2015 kwalificatie | Iran − Koeweit | 3 − 2   |

## Samenvatting
| Competitie            | Totaal gespeeld | Winst Iran | Gelijk | Winst Koeweit | Doelsaldo Iran – Koeweit |
| --------------------- | --------------- | ---------- | ------ | ------------- | ------------------------ |
| WK-kwalificatie       | 8               | 5          | 3      | 0             | 12 − 5                   |
| Azië Cup              | 4               | 1          | 2      | 1             | 4 − 4                    |
| Azië Cup-kwalificatie | 2               | 1          | 1      | 0             | 4 − 3                    |
| West-Azië Cup         | 1               | 0          | 0      | 1             | 1 − 2                    |
| Aziatische Spelen     | 3               | 1          | 0      | 2             | 2 − 2                    |
| Vriendschappelijk     | 12              | 5          | 4      | 3             | 16 − 15                  |
| Totaal                | 30              | 13         | 10     | 7             | 39 − 31                  |

FFIRI · 
A-internationals · 
Selecties · Bondscoaches · 
Statistieken · 
Iraans vrouwenelftal · 
Iran U21 · 
Iran U20 · 
Iran U19 · 
Iran U18 · 
Iran U17
1940 – 1969 · 
1970 – 1979 · 
1980 – 1989 · 
1990 – 1999 · 
2000 – 2009 · 
2010 – 2019 ·
2020 − 2029
Asian Cup 1960 · 
Asian Cup 1968 · 
Asian Cup 1972 · 
Asian Cup 1976 · 
Asian Cup 1980 · 
Asian Cup 1984 · 
Asian Cup 1988 · 
Asian Cup 1992 · 
Asian Cup 1996 · 
Asian Cup 2000 · 
Asian Cup 2004 · 
Asian Cup 2007 · 
Asian Cup 2011
WK 1978 · 
WK 1998 · 
WK 2006 · 
WK 2014 · 
WK 2018
OS 1964 · 
OS 1972 · 
OS 1976
1941 · 
1942–1946 · 
1947 · 
1948 · 
1949 · 
1950 · 
1951 · 
1952 · 
1953–1957 · 
1958 · 
1959 · 
1960–1961 · 
1962 · 
1963 · 
1964 · 
1965 · 
1966 · 
1967 · 
1968 · 
1969 · 
1970 · 
1971 · 
1972 · 
1973 · 
1974 · 
1975 · 
1976 · 
1977 · 
1978 · 
1979 · 
1980 · 
1981 · 
1982 · 
1983 · 
1984 · 
1985 · 
1986 · 
1987 · 
1988 · 
1989 · 
1990 · 
1991 · 
1992 · 
1993 · 
1994 · 
1995 · 
1996 · 
1997 · 
1998 · 
1999 · 
2000 · 
2001 · 
2002 · 
2003 · 
2004 · 
2005 · 
2006 · 
2007 · 
2008 · 
2009 · 
2010 · 
2011 · 
2012 ·
2013 ·
2014 ·
2015 ·
2016 ·
2017 ·
2018 ·
2019 ·
2020 ·
2021 ·
2022 ·
2023 ·
2024
Afghanistan ·
Albanië ·
Algerije ·
Angola ·
Argentinië ·
Armenië ·
Australië ·
Azerbeidzjan ·
Bahrein ·
Bangladesh ·
Bolivia ·
Bosnië en Herzegovina ·
Botswana ·
Brazilië ·
Bulgarije ·
Burkina Faso ·
Cambodja ·
Canada ·
Chili ·
China ·
Costa Rica ·
Cyprus ·
Denemarken ·
Duitsland ·
Ecuador ·
Egypte ·
Engeland ·
Filipijnen ·
Frankrijk ·
Georgië ·
Ghana ·
Guam ·
Guatemala ·
Guinee ·
Hongarije ·
Hongkong ·
Ierland ·
IJsland ·
India ·
Indonesië ·
Irak ·
Israël ·
Jamaica ·
Japan ·
Jemen ·
Joegoslavië ·
Jordanië ·
Kameroen ·
Kazachstan ·
Kenia ·
Kirgizië ·
Koeweit ·
Kroatië ·
Laos ·
Libanon ·
Libië ·
Litouwen ·
Madagaskar ·
Malediven ·
Maleisië ·
Mali ·
Marokko ·
Mexico ·
Montenegro ·
Mozambique ·
Myanmar ·
Nederland ·
Nepal ·
Nicaragua ·
Nieuw-Zeeland ·
Nigeria ·
Noord-Korea ·
Noord-Macedonië ·
Oeganda ·
Oekraïne ·
Oezbekistan ·
Oman ·
Oostenrijk ·
Pakistan ·
Palestina ·
Panama ·
Papoea-Nieuw-Guinea ·
Paraguay ·
Peru ·
Polen ·
Portugal ·
Qatar ·
Roemenië ·
Rusland ·
Saoedi-Arabië ·
Schotland ·
Senegal ·
Sierra Leone ·
Singapore ·
Slowakije ·
Sovjet-Unie ·
Spanje ·
Sri Lanka ·
Syrië ·
Tadzjikistan ·
Taiwan ·
Thailand ·
Togo ·
Trinidad en Tobago ·
Tsjecho-Slowakije ·
Tunesië ·
Turkije ·
Turkmenistan ·
Uruguay ·
Venezuela ·
Verenigde Arabische Emiraten ·
Verenigde Staten ·
Vietnam ·
Wales ·
Wit-Rusland ·
Zambia ·
Zuid-Jemen ·
Zuid-Korea ·
Zweden
Angola (2006) ·
Argentinië (2014) ·
Bosnië en Herzegovina (2014) ·
Marokko (2018) ·
Mexico (2006) ·
Nigeria (2014) ·
Portugal (2006) ·
Portugal (2018) ·
Spanje (2018)
KFA · A-internationals · Bondscoaches · Statistieken · Koeweits vrouwenelftal · Koeweit U21 · Koeweit U20 · Koeweit U19 · Koeweit U18 · Koeweit U17
1960 – 1969 · 
1970 – 1979 · 
1980 – 1989 · 
1990 – 1999 · 
2000 – 2009 · 
2010 – 2019 ·
2020 − 2029
WK 1982
OS 1980 ·
OS 1992 ·
OS 2000
1961 · 
1962 · 
1963 · 
1964 · 
1965 · 
1966 · 
1967 · 
1968 · 
1969 · 
1970 · 
1971 · 
1972 · 
1973 · 
1974 · 
1975 · 
1976 · 
1977 · 
1978 · 
1979 · 
1980 · 
1981 · 
1982 · 
1983 · 
1984 · 
1985 · 
1986 · 
1987 · 
1988 · 
1989 · 
1990 · 
1991 · 
1992 · 
1993 · 
1994 · 
1995 · 
1996 · 
1997 · 
1998 · 
1999 · 
2000 · 
2001 · 
2002 · 
2003 · 
2004 · 
2005 · 
2006 · 
2007 · 
2008 · 
2009 · 
2010 · 
2011 · 
2012 · 
2013 ·
2014 ·
2015 ·
2016 ·
2017 ·
2018 ·
2019 ·
2020 ·
2021 ·
2022
Afghanistan ·
Algerije ·
Armenië ·
Australië ·
Azerbeidzjan ·
Bahrein ·
Bangladesh ·
Bhutan ·
Bosnië en Herzegovina ·
Bulgarije ·
Cambodja ·
China ·
Colombia · 
Cyprus ·
DDR ·
Duitsland ·
Ecuador ·
Egypte ·
Engeland ·
Filipijnen ·
Finland ·
Frankrijk ·
Hongarije · 
Hongkong ·
IJsland ·
India ·
Indonesië ·
Irak ·
Iran ·
Ivoorkust ·
Japan ·
Jemen ·
Jordanië ·
Kameroen ·
Kazachstan ·
Kenia ·
Kirgizië ·
Laos ·
Letland ·
Libanon ·
Libië ·
Litouwen ·
Macau ·
Maleisië ·
Mali ·
Malta ·
Marokko ·
Mongolië ·
Myanmar ·
Nepal ·
Nieuw-Zeeland ·
Noord-Korea ·
Noorwegen ·
Oeganda ·
Oezbekistan ·
Oman ·
Pakistan ·
Palestina ·
Polen ·
Portugal ·
Qatar ·
Saoedi-Arabië ·
Singapore ·
Slowakije ·
Soedan ·
Sovjet-Unie ·
Syrië ·
Tadzjikistan ·
Taiwan ·
Thailand ·
Trinidad en Tobago ·
Tsjechië ·
Tsjecho-Slowakije ·
Tunesië ·
Turkmenistan ·
Verenigde Arabische Emiraten ·
Verenigde Staten ·
Vietnam ·
Wales ·
Zambia ·
Zimbabwe ·
Zuid-Korea ·
Zuid-Vietnam
Engeland (1982) · 
Frankrijk (1982) · 
Tsjecho-Slowakije (1982)